# DirectFB
DirectFB (kurz für englisch Direct Frame Buffer) ist eine Grafikbibliothek, die eine Hardware-beschleunigte Grafikausgabe zur Verfügung stellt sowie Eingabegeräte wie Tastatur und Maus verwaltet. Ebenfalls wird eine Schnittstelle zur Tonausgabe angeboten. DirectFB wird in vielen unixoiden Betriebssystemen auf der Konsolenebene genutzt, um Informationen und Grafik anzuzeigen. Sie kann auf größeren Betriebssystemen im Wechsel mit dem X.Org-Server die Bildschirmanzeige bedienen. Zusätzlich kann DirectFB die Grafik über X oder SDL ausgeben, sodass DirectFB-Programme in einem Fenster in einem laufenden X-Server angezeigt werden. Ebenfalls ist es mit der für DirectFB geschriebenen Anwendung XDirectFB möglich, viele für X geschriebene Anwendungen unter DirectFB zu verwenden.

## Unterstützung von Toolkits
Die im Unix-Umfeld weit verbreiteten GUI-Toolkits GTK+ und Qt sowie das weniger verbreitete FLTK wurden auf DirectFB portiert. Software, die ausschließlich eine dieser drei Bibliotheken zum Zeichnen der Benutzerschnittstelle verwendet, kann daher ohne Anpassung des Quelltextes unter DirectFB genutzt werden. Hierfür muss das Programm lediglich gegen die DirectFB-Version des entsprechenden Toolkits kompiliert werden.

## Weitere Einzelheiten
DirectFB wird im Embedded-Bereich als ressourcenschonender Ersatz zum X.Org-Server begriffen, sodass dort in den meisten Fällen auf einen X-Server gänzlich verzichtet werden kann.
Die Linux-Distribution SPBLinux nutzt DirectFB für die Darstellung der grafischen Benutzeroberfläche auf dem Bildschirm.
Des Weiteren ist mit DirectFBGL die Benutzung von OpenGL zur Ausgabe von hardwarebeschleunigter 3D-Grafik unter DirectFB möglich.